# Březí nad Oslavou
Březí nad Oslavou – miejscowość i gmina (obec) w Czechach, w kraju Wysoczyna, w powiecie Zdziar nad Sazawą. W 2022 roku liczyła 289 mieszkańców.